# Damernas 4 × 50 meter frisim vid världsmästerskapen i kortbanesimning 2022
Damernas 4 × 50 meter frisim vid världsmästerskapen i kortbanesimning 2022 avgjordes den 15 december 2022 i Melbourne Sports and Aquatic Centre i Melbourne i Australien.
Guldet togs av USA:s kapplag som noterade ett nytt mästerskapsrekord efter ett lopp på 1 minut och 33,89 sekunder. Silvret togs av Australien och bronset av Nederländerna.

## Rekord
Inför tävlingens start fanns följande världs- och mästerskapsrekord:
|                   | Nation        | Tid     | Ort                      | Datum            |
| ----------------- | ------------- | ------- | ------------------------ | ---------------- |
| Världsrekord      | Nederländerna | 1.32,50 | Eindhoven, Nederländerna | 12 december 2020 |
| Mästerskapsrekord | USA           | 1.34,03 | Hangzhou, Kina           | 16 december 2018 |

Följande nya rekord noterades under mästerskapet:
| Datum       | Omgång | Namn                                                                                | Nation | Tid     | Rekord |
| ----------- | ------ | ----------------------------------------------------------------------------------- | ------ | ------- | ------ |
| 15 december | Final  | Torri Huske (24,08) Claire Curzan (23,30) Erika Brown (23,74) Kate Douglass (22,77) | USA    | 1.33,89 | 0MR0   |

## Resultat

### Försöksheat
Försöksheaten startade klockan 12:52.
| Placering | Heat | Bana | Nation         | Simmare                                                                                               | Tid     | Noteringar |
| --------- | ---- | ---- | -------------- | --- | ------- | ---------- |
| 1         | 1    | 5    | Kina           | Zhang Yufei (23,76) Liu Shuhan (24,06) Cheng Yujie (24,10) Yang Junxuan (24,16)                       | 1.36,08 | 0Q0        |
| 2         | 1    | 2    | Australien     | Meg Harris (23,85) Alexandria Perkins (24,10) Brittany Castelluzzo (24,29) Mollie O'Callaghan (23,90) | 1.36,14 | 0Q0, 0AR0  |
| 3         | 1    | 3    | USA            | Erika Brown (24,16) Erin Gemmell (24,34) Natalie Hinds (23,92) Alexandra Walsh (23,75)                | 1.36,17 | 0Q0        |
| 4         | 1    | 4    | Nederländerna  | Kim Busch (24,06) Maaike de Waard (23,65) Valerie van Roon (23,75) Tessa Vermeulen (24,86)            | 1.36,32 | 0Q0        |
| 5         | 1    | 6    | Storbritannien | Anna Hopkin (23,99) Isabella Hindley (24,19) Imogen Clark (24,60) Abbie Wood (24,63)                  | 1.37,41 | 0Q0        |
| 6         | 1    | 7    | Japan          | Yume Jinno (24,76) Miki Takahashi (24,33) Chihiro Igarashi (24,35) Ai Soma (24,30)                    | 1.37,74 | 0Q0        |
| 7         | 2    | 2    | Sverige        | Sara Junevik (24,30) Sofia Åstedt (24,53) Sophie Hansson (24,52) Hanna Rosvall (24,58)                | 1.37,93 | 0Q0        |
| 8         | 2    | 3    | Nya Zeeland    | Helena Gasson (24,99) Rebecca Moynihan (24,10) Emma Godwin (24,38) Erika Fairweather (24,98)          | 1.38,45 | 0Q0, 0NR0  |
| 9         | 2    | 3    | Hongkong       | Sze Hang-yu (24,93) Stephanie Au (24,68) Ho Nam Wai (25,65) Chan Kin Lok (25,10)                      | 1.40,36 |            |
| 10        | 2    | 5    | Slovakien      | Teresa Ivanová (24,61) 0NR0 Martina Cibulková (25,87) Zora Ripková (25,51) Lillian Slušná (24,79)     | 1.40,78 | 0NR0       |
| 11        | 2    | 6    | Sydafrika      | Caitlin de Lange (24,33) Rebecca Meder (25,14) Emily Visagie (26,08) Milla Drakopoulos (25,25)        | 1.40,80 | 0AR0       |
| 12        | 2    | 7    | Peru           | Rafaela Fernandini (25,18) McKenna DeBever (25,20) Maria Fe Muñoz (27,22) Alexia Sotomayor (26,24)    | 1.43,84 |            |

### Final
Finalen startade klockan 21:46.
| Placering | Bana | Nation         | Simmare                                                                                      | Tid     | Noteringar |
| --------- | ---- | -------------- | -------------------------------------------------------------------------------------------- | ------- | ---------- |
| 1         | 3    | USA            | Torri Huske (24,08) Claire Curzan (23,30) Erika Brown (23,74) Kate Douglass (22,77)          | 1.33,89 | 0MR0, 0AR0 |
| 2         | 5    | Australien     | Meg Harris (23,98) Madison Wilson (23,51) Mollie O'Callaghan (24,01) Emma McKeon (22,73)     | 1.34,23 | 0AR0       |
| 3         | 6    | Nederländerna  | Kim Busch (24,20) Maaike de Waard (23,47) Kira Toussaint (24,01) Valerie van Roon (23,68)    | 1.35,36 |            |
| 4         | 1    | Sverige        | Sara Junevik (24,13) Michelle Coleman (23,28) Louise Hansson (23,78) Sophie Hansson (24,49)  | 1.35,68 |            |
| 5         | 4    | Kina           | Yang Junxuan (24,24) Cheng Yujie (23,67) Liu Shuhan (24,06) Wang Yichun (24,15)              | 1.36,12 |            |
| 6         | 2    | Storbritannien | Anna Hopkin (23,94) Isabella Hindley (24,37) Imogen Clark (24,18) Abbie Wood (24,62)         | 1.37,11 |            |
| 7         | 7    | Japan          | Chihiro Igarashi (24,54) Miki Takahashi (24,43) Yume Jinno (24,47) Ai Soma (23,98)           | 1.37,42 |            |
| 8         | 8    | Nya Zeeland    | Helena Gasson (24,82) Rebecca Moynihan (24,13) Emma Godwin (24,40) Erika Fairweather (24,58) | 1.37,93 | 0NR0       |